# Барчук, Алексей Степанович
Алексей Степанович Барчук (14 сентября 1936 — 9 октября 2019) — советский и российский учёный, хирург-онколог и организатор здравоохранения, доктор медицинских наук (1985), профессор (1993).  Заслуженный врач Российской Федерации (2003).

## Биография
Родился 14 сентября 1936 года в селе Волковяны, Хелмского повята Люблинского воеводства.
С 1960 года после окончания Первого Ленинградского медицинского института имени академика И. П. Павлова работал врачом  в районной больнице Железнодорожного района Калининградской области. С 1961 года назначен  научным сотрудником 2-го хирургического отделения НИИ онкологии имени Н. Н. Петрова.
В 1967 году защитил кандидатскую диссертацию на тему: «Цитологическое исследование содержимого плевральной полости во время операций по поводу рака легкого». В 1985 году защитил докторскую диссертацию на соискание учёной степени — доктора медицинских наук на тему: «Пути улучшения результатов лечения рака легкого». В 1993 году А. С. Барчуку присвоено знание профессора.
С 1967 года — старший научный сотрудник, с 1978 года ведущий научный сотрудник, с 1985 года — главный научный сотрудник. С 1989 по 2018 годы — руководитель Отделения торакальной онкологии и эндоскопической хирургии НИИ онкологии имени Н. Н. Петрова. Одновременно с основной должностью заведующего отделением, с 1984 по 2013 годы — главный онколог Ленинграда — Санкт-Петербурга и одновременно с 2003 по 2014 годы — главный специалист по онкологии Северо-Западного Федерального округа. Основными направлениями научной и клинической деятельности А. С. Барчука являлись вопросы связанные с патогенезом, разработкой профилактических методик и диагностики  в разностороннем лечении таких заболеваний как — рака щитовидной железы,  меланом кожи и рака легкого. В 1968 году при его участии была разработана и внедрена в медицинские организации Ленинграда методика по диагностики рака лёгкого на первичной стадии, что повысило результаты лечения рака лёгкого до шестидесяти процентов. Для лечения больных онкологией А. С. Барчуком была разработана методика в которой использовалось фотохимическое и фотофизическое воздействие на больных, эта методика позже была внедрена в практическую деятельность медицинских организаций.
Помимо основной деятельности  А. С. Барчук состоял членом правления во Всероссийском обществе онкологов, Российской ассоциации онкологов и состоял членом Санкт-Петербургского научного общества онкологов. С 1985 года состоял в редколлегии журнала «Вопросы онкологии».
Умер 9 октября 2019 года в Петербурге.

## Патенты
- Способ комбинированного лечения местно-распространенных злокачественных опухолей трахеи и/или бронхов (Патент №2286817)
- Способ комбинированного лечения злокачественных опухолевых поражений плевры, сопровождающихся экссудативным плевритом (Патент №2289352)
- Способ ранней диагностики регионарного метастазирования у больных с меланомой кожи (Патент №2326600)
- Способ комплексного лечения злокачественных опухолевых поражений плевры, сопровождающихся экссудативным плевритом (Патент №2358775)
- Способ комбинированного эндоскопического контроля эффективности лечения злокачественных опухолей трахеи и/или бронхов (Патент №2365339)
- Способ комплексного лечения местно-распространенных злокачественных опухолей бронхов и/или трахеи (Патент №2372119)
- Способ сочетанной струйной искусственной вентиляции легких при эндотрахеобронхиальных операциях по поводу опухолевых и рубцовых стенозов центральных бронхов и/или трахеи и устройство для его осуществления (Патент №2379021)
- Способ изолированной химиоперфузии легкого при его метастатическом поражении (Патент №2406453)
- Способ комплексного лечения местнораспространенного рака грудного отдела пищевода (Патент №2459643)
- Способ пластики пищевода при раке верхнегрудного и шейного отделов (Патент №2480162)

## Награды

### Ордена
- Орден «За заслуги перед Отечеством» III степени (Указ Президента РФ № 357 от 22.05.2014 — «за достигнутые трудовые успехи, значительный вклад в социально-экономическое развитие Российской Федерации, заслуги в освоении космоса, гуманитарной сфере, укреплении законности, активную законотворческую и общественную деятельность, многолетнюю добросовестную работу»)
- Орден «За заслуги перед Отечеством» IV степени (Указ Президента РФ № 163 от 14.02.2007 — «за большой вклад в развитие здравоохранения, медицинской науки и многолетнюю добросовестную работу»)

### Премии
- Премия имени Н. Н. Петрова РАМН (1999 — «за лучшую научную работу в области онкологии по проблеме "Меланома кожи"»)

### Звания
- Заслуженный врач Российской Федерации (2003)
- Почётный доктор НИИ онкологии имени Н. Н. Петрова (2018)